# L'uomo dal braccio d'oro (film)
L'uomo dal braccio d'oro (The Man with the Golden Arm) è un film del 1955 di Otto Preminger, basato sull'omonimo romanzo di Nelson Algren e interpretato da Frank Sinatra, Eleanor Parker e Kim Novak.

## Trama
Frankie Machine, professionista del poker, torna a Chicago dopo un periodo di detenzione. In prigione, oltre ad aver imparato a suonare la batteria, si è anche disintossicato dalla morfina ed è perciò intenzionato a rifarsi una vita ma tutto il suo vecchio ambiente lo riporterà ben presto lentamente e inevitabilmente nel tunnel: una moglie depressa e possessiva, Sophy, che pur di non perderlo lo ricatta psicologicamente fingendosi costretta su una sedia a rotelle, il gestore della bisca clandestina che lo rivuole al lavoro per la sua abilità e non ultimo il suo vecchio spacciatore che lo induce in tutti i modi a ricominciare con la droga.

## Produzione
Il film venne adattato da Walter Newman, Lewis Meltzer e Ben Hecht (non accreditato) e diretto da Otto Preminger. Sinatra ottenne la candidatura all'Oscar al miglior attore protagonista, e venne ulteriormente candidato come migliore attore ai BAFTA e The New York Film Critics. La Motion Picture Association of America rifiutò di dare il visto che certificava l'approvazione del film sotto le norme del Codice Hays perché si trattava di un tema molto forte: la tossicodipendenza dalle droghe. L'anno successivo il codice venne cambiato consentendo ai film di trattare temi come droga, rapimenti, aborti e prostituzione.
Il film inizia con una delle sequenze più celebri di titoli nella storia del cinema, l'animazione di strisce di carta che si incrociano e che terminano con un braccio bianco su sfondo nero, disegnati da Saul Bass, spesso citati come esempio di soluzione grafica geniale.

### Musica
La colonna sonora di Elmer Bernstein è il primo esempio di partitura jazz composta appositamente per un film. In una drammatica sequenza il protagonista si presenta a un'audizione in uno studio di registrazione in evidente crisi d'astinenza che lo costringerà ad interrompere la prestazione; il batterista della band, diretta da Shorty Rogers, citato nei titoli di coda, era Shelly Manne.
 
Il trombettista Eddie Calvert fece del leitmotiv uno dei suoi successi. La colonna sonora è stata usata dalla Rai nel format I soliti ignoti.

## Crediti
Direzione d'orchestra: Elmer Bernstein
Strumentisti
- Shorty Rogers - flicorno
- Conte Candoli, Pete Candoli, Buddy Childers, Bob Fleming, Ray Linn, Cecil Read, Maynard Ferguson - tromba
- Albert Anderson, Harry Betts, Milt Bernhart, Jimmy Henderson, George Roberts, Frank Rosolino, Ray Sims - trombone
- Joe Eger, Arthur Frantz, Dick Perissi - corno francese
- Martin Ruderman, Sylvia Ruderman - flauto
- Nick Fera, Mitchell Lurie - clarino
- Jerome Kasper, Bud Shank - sassofono contralto
- Bob Cooper, Bill Holman, Jack Montrose - sassofono tenore
- Jimmy Giuffre - sassofono baritono
- Arnold Koblenz - oboe
- Fowler Friedlander, Jack Marsh - fagotto
- Sam Rice - tuba
- Israel Baker, Anatol Kaminsky - violini
- Philip Goldberg, Milton Thomas - viola
- Armand Kaproff – cello
- Chauncey Haines - novachord
- Pete Jolly, Lou Levy, Ray Turner - piano
- Abe Luboff, Ralph Peña - contrabbasso
- Shelly Manne - batteria
- Milt Holland, Lee Previn - percussioni
- Fred Steiner - orchestrazione

## Citazioni

### Cinema
- Nella sequenza iniziale, quando Sinatra scende dall'autobus e cammina per strada, si vede su un muro la locandina di un film dello stesso Preminger, si tratta di Carmen Jones (1954).
- Il nome del personaggio principale, interpretato da Sinatra, "Frankie Machine", viene usato nel film Io sono un campione (1963) di Lindsay Anderson. Il personaggio in realtà si chiama "Frank Machin" ed è interpretato da Richard Harris.
- La sequenza con l'inquadratura ravvicinata degli occhi dopo l'iniezione di eroina è stata ripresa nel film Amore tossico (1983) di Claudio Caligari.

### Letteratura
- Il nome del personaggio principale, interpretato da Sinatra, Frankie Machine, è il soprannome usato da Frank Macchiano, personaggio del libro L'inverno di Frankie Machine di Don Winslow del 2006. Nel libro, riferendosi all'origine del soprannome di Frank Macchiano, si cita esplicitamente L'uomo dal braccio d'oro e Frank Sinatra.

### Musica
- The Stranger Song, brano pubblicato nel 1967 dal cantautore canadese Leonard Cohen, è in parte ispirato da L'uomo dal braccio d'oro, di cui riprende alcune immagini e temi.

## Riconoscimenti
- 1956 - Premio Oscar
  - Candidatura Miglior attore protagonista a Frank Sinatra
  - Candidatura Migliore scenografia a Joseph C. Wright e Darrell Silvera
  - Candidatura Migliore colonna sonora a Elmer Bernstein

- 1957 - British Academy Film Awards
  - Candidatura Miglior film
  - Candidatura Miglior attore straniero a Frank Sinatra

Nel 2020 è stato scelto per la conservazione nel National Film Registry della Biblioteca del Congresso degli Stati Uniti